# World Trade Center (Genova)
Il World Trade Center Genoa (Centro del commercio mondiale) di Genova è una delle sedi del WTC in Italia. L'edificio è alto 102 metri ed è suddiviso su 25 piani.
Il grattacielo, progettato da Piero Gambacciani e Associati, che a Genova ha progettato anche il grattacielo di Corte Lambruschini, ospita l'azienda speciale della Camera di Commercio per lo sviluppo delle aziende genovesi in ambito internazionale.
Il WTC si trova a Sampierdarena, in via De Marini 1, cuore del moderno quartiere dirigenziale di San Benigno, non lontano dal porto e dalla Lanterna e a breve distanza da un altro grattacielo che si affaccia sul quartiere di San Teodoro, il Matitone. Di fronte all'edificio si trova la stazione di Genova Via di Francia, a poca distanza il casello autostradale di Genova-Ovest e la stazione Dinegro della metropolitana di Genova.